# Grafo esistenziale
Un grafo esistenziale è un tipo di notazione visuale o diagrammatica per espressioni logiche, proposta da Charles Sanders Peirce, che scrisse il suo primo lavoro sui grafi logici nel 1882 e continuò a sviluppare il metodo fino alla sua morte nel 1914.

## I grafici
Peirce ha proposto tre sistemi di grafi esistenziali:
- alfa, isomorfi alla logica proposizionale ed all'algebra booleana a due elementi;
- beta, isomorfi alla logica del primo ordine con identità, con tutte le formule chiuse;
- gamma, (quasi) isomorfi alla normale logica modale.

Alpha nidifica in beta e gamma. Il sistema beta non si annida in gamma, poiché la logica modale quantificata è più generale di quella proposta da Peirce.

### Alpha
La sintassi è:
- La pagina bianca;
- Singole lettere o frasi scritte in qualsiasi punto della pagina;

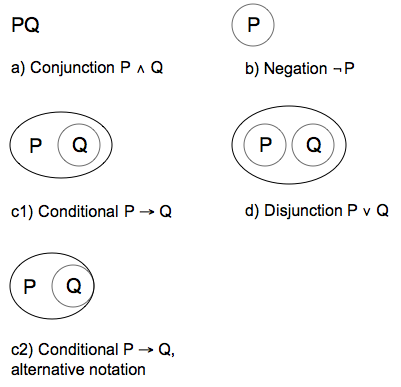
Grafici Alpha

- Qualsiasi grafico può essere racchiuso da una semplice curva chiusa chiamata taglio o sep. Un taglio può essere vuoto. I tagli possono annidarsi e concatenarsi a piacere, ma non devono mai intersecarsi.

Qualsiasi parte ben formata di un grafico è un sottografo.
La semantica è:
- La pagina bianca denota la verità;
- Lettere, frasi, sottografi e interi grafici possono essere Vero o Falso;
- Racchiudere un sottografo con un taglio equivale alla negazione logica o alla complementazione booleana. Quindi un taglio vuoto denota Falso;
- Tutti i sottografi all'interno di un dato taglio sono tacitamente congiunti.

Quindi i grafici alfa sono una notazione minimalista per la logica proposizionale, fondata sull'adeguatezza espressiva di And e Not. I grafi alfa costituiscono una semplificazione radicale dell'algebra booleana a due elementi e dei connettivi logici.
La profondità di un oggetto è il numero di tagli che lo racchiudono.
Regole di inferenza:
- Inserimento: qualsiasi sottografo può essere inserito in una profondità con numero dispari.
- Cancellazione - Qualsiasi sottografo con una profondità pari può essere cancellato.

Regole di equivalenza:
- Doppio taglio - Un paio di tagli senza nulla tra di loro possono essere tracciatis  attorno a qualsiasi sottografo. Allo stesso modo possono essere cancellati due tagli annidati senza nulla tra di loro. Questa regola è equivalente all'involuzione booleana.
- Iterazione/Deiterazione: per comprendere questa regola, è meglio visualizzare un grafico come una struttura ad albero con nodi e antenati. Qualsiasi sottografo P nel nodo n può essere copiato in qualsiasi nodo a seconda di n. Allo stesso modo, qualsiasi sottografo P nel nodo n può essere cancellato se esiste una copia di P in qualche nodo ancestrale ad n (cioè, qualche nodo da cui n dipende). Per una regola equivalente in un contesto algebrico, vedere C2 in Laws of Form di George Spencer-Brown (Londra, Allen & Unwin, 1969).

Una dimostrazione manipola un grafico da una serie di passaggi, con ogni passaggio giustificato da una delle regole precedenti. Se un grafico può essere ridotto per passaggi alla pagina vuota o un taglio vuoto, è ciò che ora viene chiamato tautologia (o il suo complemento). I grafici che non possono essere semplificati oltre un certo punto sono analoghi delle formule soddisfacenti della logica del primo ordine.

### Beta
Peirce annotò predicati funzionali utilizzando frasi intuitive in inglese; può essere impiegata anche la notazione standard della logica contemporanea, lettere maiuscole latine. Un punto afferma l'esistenza di qualche individuo nel dominio del discorso. Più istanze dello stesso oggetto sono collegate da una linea, chiamata "linea di identità". Non ci sono variabili o quantificatori letterali nel senso della logica del primo ordine. Una linea di identità che collega due o più predicati può essere letta come affermazione che i predicati condividono una variabile comune. La presenza di linee di identità richiede la modifica delle regole alfa di equivalenza.
I grafici beta possono essere letti come un sistema in cui tutte le formule devono essere considerate chiuse, poiché tutte le variabili sono quantificate implicitamente. Se la parte "superficiale" di una linea di identità ha una profondità pari (dispari), la variabile associata viene tacitamente quantificata esistenzialmente (universalmente).
Zeman (1964) fu il primo a notare che i grafici beta sono isomorfi alla logica del primo ordine con uguaglianza. Tuttavia, la letteratura secondaria, in particolare Roberts (1973) e Shin (2002), non è d'accordo su come sia così. Gli scritti di Peirce non affrontano questa questione, perché la logica del primo ordine fu chiaramente articolata per la prima volta solo alcuni anni dopo la sua morte, nella prima edizione del 1928 dei Principi di logica matematica di David Hilbert e Wilhelm Ackermann.

### Gamma
Si aggiunge alla sintassi di alfa un secondo tipo di curva chiusa semplice, scritta utilizzando una linea tratteggiata anziché continua. Peirce ha proposto delle regole per questo secondo stile di taglio, che può essere letto come il primitivo operatore unario della logica modale.
Zeman (1964) fu il primo a notare che emendamenti diretti delle regole del grafo gamma producono le ben note logiche modali S4 e S5. Quindi i grafici gamma possono essere letti come una forma peculiare di normale logica modale. Questa scoperta di Zeman è rimasta ignorata.

## Il ruolo di Peirce

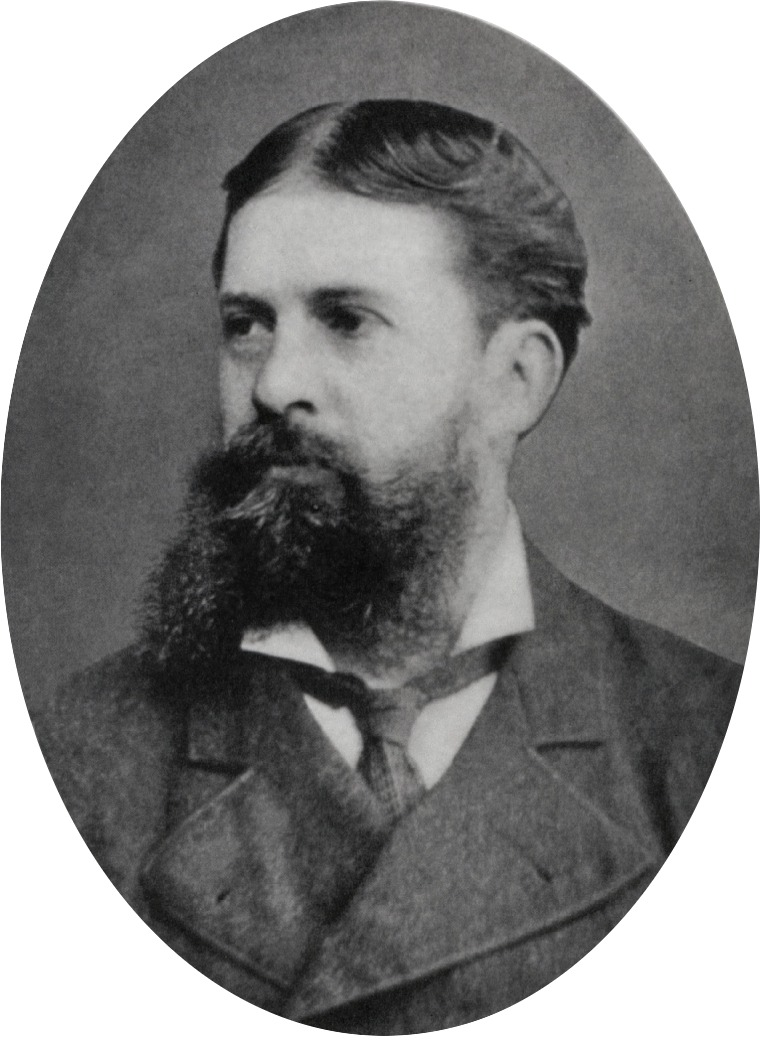
Charles Sanders Peirce

I grafici esistenziali sono un curioso prodotto di C. S. Peirce, il logico/matematico fondatore di un importante filone della semiotica. La logica grafica di Peirce è solo uno dei suoi numerosi successi in logica e matematica. In una serie di articoli che iniziano nel 1867 e culminano con il suo articolo classico del 1885, Peirce sviluppò gran parte dell'algebra booleana a due elementi, il calcolo proposizionale, la quantificazione e il calcolo dei predicati, e una teoria rudimentale degli insiemi. Gli studiosi di teoria dei modelli (model theory) considerano Peirce il primo del loro genere; ha anche esteso l'algebra delle relazioni di Augustus De Morgan.
L'evoluzione della teoria semiotica di Peirce lo portò a dubitare del valore della logica formulata utilizzando la notazione lineare convenzionale ed a preferire che logica e matematica fossero annotate in due (o anche tre) dimensioni. Il suo lavoro andava oltre i diagrammi di Eulero e la loro revisione el 1880 di John Venn. Anche il Begriffsschrift di Gottlob Frege (1879) impiegò una notazione bidimensionale per la logica, ma molto diversa da quella di Peirce.
Il primo articolo pubblicato di Peirce sulla logica dei grafi (ristampato nel Vol. 3 dei suoi Collected Papers) proponeva un sistema duale (in effetti) ai grafi esistenziali alfa, chiamati grafi entitativi. Ben presto abbandonò questo formalismo a favore dei grafici esistenziali. Nel 1911 Victoria, Lady Welby mostrò i grafici esistenziali a Charles Kay Ogden che compreseche potevano essere utilmente combinati con i risultati della Welby in una "forma meno astrusa". Oltretutto hanno attirato poca attenzione durante la sua vita e sono stati invariabilmente denigrati o ignorati dopo la sua morte", fino alle tesi di dottorato di Roberts (1964) e Zeman (1964).